# Marino Amadori
Pour les articles homonymes, voir Amadori.
Marino Amadori (né le 9 avril 1957 à Predappio, dans la province de Forlì-Césène en Émilie-Romagne) est un coureur cycliste italien. 

## Biographie
Professionnel de 1978 à 1990, Marino Amadori a remporté le Tour du Piémont (1981), le Trofeo Matteotti, la Coppa Placci (1983), la Coppa Sabatini (1985), la Coppa Agostoni (1986) et le Grand Prix de l'industrie et de l'artisanat de Larciano (1987). Il a participé à dix championnats du monde sur route avec l'équipe d'Italie. Après sa carrière de coureur, il a été directeur sportif en 2000 et 2001 au sein de l'équipe féminine Gas Sport Team, et en 2002 et 2003 chez Mercatone Uno. Il dirige l'équipe nationale italienne des moins de 23 ans sur route, avec Andrea Collinelli.

## Palmarès
- Amateur
  - 1973-1977 : 9 victoires[1]
- 1977
  - 2e de la Coppa Varignana
- 1979
  - 3e du GP Montelupo
- 1980
  - Prologue du Tour d'Andalousie (contre-la-montre par équipes)
- 1981
  - 1re étape de Tirreno-Adriatico
  - Tour du Piémont
  - 2e du Tour du Frioul
  - 3e de Tirreno-Adriatico
  - 3e de la Coppa Placci
- 1983
  - Trophée Matteotti
  - Coppa Placci
- 1984
  - 3e du Tour du Latium
  - 3e des Trois vallées varésines
  - 3e du GP Montelupo
- 1985
  - Coppa Sabatini
  - 2e du Tour d'Ombrie
  - 2e du Tour de Romagne
  - 2e du Grand Prix de la ville de Camaiore
  - 2e de Milan-Vignola
- 1986
  - Coppa Agostoni
- 1987
  - Grand Prix de l'industrie et de l'artisanat de Larciano
  - 2e du Tour de Vénétie

## Résultats sur les grands tours

### Tour d'Italie
13 participations
- 1978 : 38e
- 1979 : 11e
- 1980 : 26e
- 1981 : non-partant (19e étape)
- 1982 : 74e
- 1983 : 68e
- 1984 : 41e
- 1985 : 16e
- 1986 : 53e
- 1987 : 40e
- 1988 : 26e
- 1989 : 55e
- 1990 : 28e

### Tour d'Espagne
1 participation
- 1984 : abandon